# Ernest Mühlen
Ernest Mühlen (8 de junio de 1926 - 19 de marzo de 2014) fue un político luxemburgués del Partido Economista Social Cristiano Popular y periodista financiero.

## Biografía
Él ganó un lugar en el consejo comunal de la ciudad de Luxemburgo en 1973. Él era un ministro del gobierno bajo Pierre Werner, a principios de 1980, antes de sentarse en el Parlamento Europeo como uno de los seis diputados de Luxemburgo desde 1984 hasta 1989. Mühlen siguió esto por sentado en la Cámara de Diputados (1989-1991), y representando a Luxemburgo en el Banco Europeo de Reconstrucción y Desarrollo (1991-1996).